# Торговые корпуса Ф. Н. Гущина
Торговый корпус Ф. Н. Гущина — памятник архитектуры в историческом центре Нижнего Новгорода. Комплекс зданий построен в 1869—1871 годах по проекту архитектора Н. И. Ужумедского-Грицевича в кирпичном стиле. Перестроен в 1894—1895 годах по проекту инженера В. М. Лемке.

## История
Съезд на Нижний посад из Ивановской башни Нижегородского кремля со стороны обрыва в сторону Волги с древних времён укреплялся дерево-земляными обрубами. Обрубы, подгнивая, часто осыпались, угрожая разрушением расположенным внизу на Живоносновской улице зданиям.
В 1867 году нижегородский купец первой гильдии Ф. Н. Гущин предложил городу решить проблему путём возведения за свой счёт вдоль всего Ивановского съезда с поворотом на Живоносновскую улицу систему каменных лабазов со складами в первом этаже и жилыми квартирами в верхнем. Проект лабазов, разработанный архитектором Н. И. Ужумедским-Грицевичем, был утверждён в Санкт-Петербурге 17 августа 1867 года, при этом члены столичного Строительного комитета Э. Жибер и К. Коковцев сделали ряд существенных замечаний: потребовали лестницы на второй этаж и наружные навесы галерей изготовить из чугуна.
Новый проект лабазов был рассмотрен и утверждён только 1 июля 1869 года. Спустя два года здания были построены. К настоящему времени комплекс лишился существенных архитектурных элементов: галерей обхода с железными кровлями на чугунных столбах, ряда декоративно-художественных элементов фасадов. Здания приобрели непрезентабельный вид, хотя занимают одно из важнейших в градостроительном отношении мест города.